# Карен Патерсон
Карен Патерсон (англ. Karen Paterson; нар. 18 травня 1982) — колишня британська тенісистка.
Найвищу одиночну позицію світового рейтингу — 369 місце досягла 3 жовтня 2005, парну — 220 місце — 6 серпня 2007 року.
Здобула 2 одиночні та 5 парних титулів.
Завершила кар'єру 2007 року.

## Фінали ITF

### Одиночний розряд (2–3)
| Легенда          |
| ---------------- |
| турніри $100,000 |
| турніри $75,000  |
| турніри $50,000  |
| турніри $25,000  |
| турніри $10,000  |

| Фінали за покриттям |
| ------------------- |
| Тверде (2–3)        |
| Ґрунт (0–0)         |
| Трава (0–0)         |
| Килим (0–0)         |

| Результат | Ранг | Дата           | Турнір     | Покриття   | Суперниця            | Рахунок          |
| --------- | ---- | -------------- | ---------- | ---------- | -------------------- | ---------------- |
| Поразка   | 1.   | 10 серпня 2003 | Рексем     | Тверде     | Тімеа Бачинскі       | 0–6, 3–6         |
| Поразка   | 2.   | 23 січня 2005  | Гренобль   | Тверде (i) | Мервана Югич-Салкич  | 3–6, 1–6         |
| Поразка   | 3.   | 4 вересня 2005 | Ноттінгем  | Тверде     | Енн Кеотавонг        | 6–1, 6–7(4), 4–6 |
| Перемога  | 1.   | 3 вересня 2006 | Mollerusa  | Тверде     | Єра Кампос Моліна    | 3–6, 7–5, 6–2    |
| Перемога  | 2.   | 21 січня 2007  | Сандерленд | Тверде (i) | Карла Суарес Наварро | 6–4, 6–2         |

### Парний розряд (5–5)
| Результат | Ранг | Дата              | Турнір          | Покриття   | Партнерка       | Суперниці                             | Рахунок          |
| --------- | ---- | ----------------- | --------------- | ---------- | --------------- | ------------------------------------- | ---------------- |
| Поразка   | 1.   | 11 липня 2004     | Філікстоу       | Трава      | Гелен Крук      | Ганна Коллін Анна Говкінс             | 4–6, 4–6         |
| Перемога  | 1.   | 28 листопада 2004 | Сан-Луїс-Потосі | Тверде     | Ганна Коллін    | Івана Абрамович Марія Абрамович       | 6–4, 2–6, 6–2    |
| Поразка   | 2.   | 25 вересня 2005   | Глазго          | Тверде (i) | Енн Кеотавонг   | Олена Балтача Маргіт Рюйтель          | 3–6, 7–6(2), 3–6 |
| Поразка   | 3.   | 13 серпня 2006    | Wrexham         | Тверде     | Джейн О'Доног'ю | Ліндсі Кокс Анна Говкінс              | 3–6, 3–6         |
| Перемога  | 2.   | 26 серпня 2006    | London          | Тверде     | Джейн О'Доног'ю | Лора Петерзан Емілі Веблі-Сміт        | 6–3, 6–3         |
| Поразка   | 4.   | 2 вересня 2006    | Mollerusa       | Тверде     | Джейн О'Доног'ю | Міхаела Юханссон Надя Рома            | 3–6, 6–2, 3–6    |
| Перемога  | 3.   | 1 жовтня 2006     | Nottingham      | Тверде     | Мелані Саут     | Кеті О'Браєн Маргіт Рюйтель           | 6–2, 2–6, 7–6(1) |
| Перемога  | 4.   | 8 червня 2007     | Сербітон        | Трава      | Мелані Саут     | Балтача Олена Сергіївна Наомі Кедевей | 6–1, 6–4         |
| Перемога  | 5.   | 14 липня 2007     | Felixstowe      | Трава      | Мелані Саут     | Джейд Кертіс Ребекка Льєвеллін        | 6–3, 6–3         |
| Поразка   | 5.   | 25 серпня 2007    | London          | Тверде     | Анна Говкінс    | Мартіна Бабакова Анна Сміт            | 2–6, 3–6         |